# Saul Swimmer
Saul Swimmer (Uniontown, 25 aprile 1936 – Miami, 3 marzo 2007) è stato un regista e produttore cinematografico statunitense.
Era noto in particolare per il film The Concert for Bangladesh (1972). Egli fu anche co-produttore del documentario del 1970 sui Beatles, Let It Be - Un giorno con i Beatles.

## Biografia

### Gli inizi
Nacque a Uniontown in Pennsylvania, in una famiglia che comprendeva anche una sorella, Esther, e tre fratelli: Wolford, Alvin ed Herbert, Swimmer ottenne il baccalaureato presso l'Università Carnegie Mellon di Pittsburgh. Egli iniziò la sua attività di regista all'inizio degli anni '20, ottenendo l'attenzione del pubblico con il suo cortometraggio The Boy Who Owned a Melephant (1959), narrato dall'attrice Tallulah Bankhead e produsse insieme a Peter Gayle e Tony Anthony, che sarebbero divenuti suoi assidui collaboratori.
 La biografia di Swimmer sul sito web della sua Compagnia dice che il film vinse una Foglia d'Oro al Festival di Venezia, una pretesa che successivamente comparve in molti resoconti, ma che al Festival non risulta; in realtà questo premio venne dal Festival Internazionale di Venezia per i film per ragazzi.
Dopo questo cortometraggio, Swimmer diresse, e scrisse insieme ad Anthony, i film indipendenti Force of Impulse (1961), una storia tipo Romeo e Giulietta riguardante un giocatore di football di scuola media superiore che diviene un rapinatore, girato a Miami Beach, e Without Each Other (1962). Il film fu prodotto insieme ad Allen Klein e Peter Gayle e fu finanziato dalla famiglia di Gayle..

### Musica e film
Dopo questi drammi, Swimmer diresse il musical di musica pop Mrs. Brown, You've Got a Lovely Daughter (1968), protagonista il gruppo pop Herman's Hermits. Il film faceva parte di una serie di film simili distribuiti all'inizio dello stile da pseudo-documentario da Beatles con Tutti per uno (A Hard Day's Night, 1964) e il comico avventuroso Aiuto! (Help, 1965).
Entrò poi nella produzione di documentari con lo speciale televisivo dell'ABC Around the World of Mike Todd (1968), riguardante il produttore cinematografico Mike Todd.
Dopo aver co-prodotto insieme a Neil Aspinall e Mal Evans il documentario Let It Be (1970), Swimmer e il suo collega Tony Anthony scrissero e diressero insieme il surrealistico road movie italo-americano Rapporto a tre (Cometogether) (1971), prodotto dal Beatle Ringo Starr e ispirato dalla canzone dei Beatles Come Together; produsse uno "Spaghetti Western" che parlava di un pistolero cieco ma infallibile, Blindman (1971; noto anche come Il Cieco e Il Pistolero Cieco), con Anthony e Starr attori.
L'anno seguente, Swimmer diresse The Concert for Bangladesh, organizzato dal Beatle George Harrison, con Ravi Shankar. Essi, insieme a Starr, Eric Clapton, Bob Dylan, Billy Preston, Leon Russell e altri lavoravano per raccogliere fondi per l'UNICEF, destinati ad aiutare i profughi dalla nazione recentemente indipendente del Bangladesh, l'ex Pakistan Orientale, che era stato riassegnato all'India.
Nel 1977 Swimmer diresse la co-produzione ispano-americana The Black Pearl (in spagnolo, La Perla Negra), adattata da una novella per ragazzi di Scott O'Dell. Egli produsse e diresse il documentario direct-to-video, documentario-rock We Will Rock You: Queen Live in Concert (1982), la registrazione del Canada show tenutosi nel 1981 a Montréal, nel Québec.

### Fine carriera
Swimmer sviluppò il MobileVision Projection System, una tecnologia pre-IMAX di proiezione di film su schermo gigante di 60x80 piedi. Swimmer disse che dopo il decesso del cantante principale dei Queen Freddie Mercury, la MovileVision distribuì We Will Rock You in 20 paesi.
Il suo ultimo lavoro fu il documentario Bob Marley & Friends,, completato nel 2005 e distribuito all'inizio del 2006 dopo che Swimmer ci aveva lavorato per più di cinque anni, usando il filmato del concerto tenutosi a Londra nel 1977, che era stato riscoperto in un magazzino bombardato dall'IRA. nel 2007.

### Decesso
Swimmer, che si era trasferito nell'area di Miami a Key Biscayne negli anni '80 e nella vicina Coral Gables negli anni 1990, morì di un attacco cardiaco a Miami presso il Mount Sinai Medical Center il 3 marzo 2007.